# バロム・1
『バロム・1』（バロムワン）は、さいとう・たかをによる漫画作品。1970年から約1年間『週刊ぼくらマガジン』に連載。
1972年に特撮テレビドラマ『超人バロム・1』（ちょうじんバロムワン）として実写化、2002年にテレビアニメ『バロムワン』としてアニメ化された。
『超人バロム・1』『バロムワン』のどちらも、デザイン・設定・ストーリーは『バロム・1』とは大幅に変更されている。

## ストーリー
大宇宙で何千年も戦い続ける二つの力があった。一つは、平和と正義の力であるコプー、もう一つは、悪と呪いの力であるドルゲ。
激しく永い戦いの果てにドルゲは地球に到達し、地底深くに住処であるドルゲ洞を構え、地球を悪の世界にするための活動を開始する。ドルゲ自身は直接手を下さず、人間を自らの分身＝悪のエージェントとして超能力を与え、人類滅亡計画を実行させる。
コプーもまたドルゲを追い地球に到ったが、彼の生命は寿命を迎えようとしていた。
その時出会ったドルゲの戦闘員・アントマンと勇敢に戦う2人の少年、白鳥健太郎と木戸猛の友情と正義感に心を打たれたコプーは、彼らに「超人バロム・1」に合体変身（バロム・クロス）する能力を与え、ドルゲとの戦いを託したのである。
健太郎と猛はドルゲ魔人に対抗する正義のエージェントとして、ドルゲ魔人探知機ボップを使い、暗躍するドルゲ魔人の企みを見破り、彼らと闘う。

## 漫画『バロム・1』
超人バロム・1は、成人男性の姿（コスチューム自体はほぼテレビと同じだが、完全な顔出しになっている）をしており、衣服や光線銃、そしてボート状の宇宙艇に変形したり、ドルゲに対する警報を発する万能武器ボップをコプーから授けられている。白鳥健太郎と木戸猛は超人バロム・1の力を授かった後、変身の方法を自ら見つけ出さなければならなかったように、基本的にコプーはバロム・1に「私を頼るな。自ら考えて戦え」と語り、干渉しない。バロム・1の状態でも、健太郎と猛は互いの意識を残しており、会話をすることができる。なお、超人バロム・1が意識せずに叫ぶ「バローム」は、コプーの語るところによると、地球の言葉で「友情」を意味している。
漫画版におけるドルゲは、円盤状の宇宙生物という設定であり、メカニカルな身体に脳らしきものが見えることからサイボーグであることが示唆されている。円盤状の本体から、黒い霧状の魔人の姿を投射することができ、このイメージが特撮版のドルゲの元となっている。ドルゲは一個体ではなく、「悪の友」と互いに呼び合う同族を宇宙から呼び寄せようとしているが、コプーの力により、日本以外の地域への地球侵入が不可能と説明されている。ドルゲの操る力は強大で、古代生物の化石を甦らせたり、死体を含む動物、人間（犯罪者）など、あらゆるものを怪物に変えることが可能であり、バロム・1が最後の武器である全エネルギー放射を行なっても、ドルゲの本体である円盤と相打ちになるのがやっとであった。なお、怪物が出現した際に、超人バロム・1の存在はマスコミによって報道され、周辺に殺到してくる人々のため、ドルゲへの反撃ができず危機に陥ったこともある。

### 書誌情報
- 『バロム・1』さいとう・プロダクション 全5巻[1]
  1. 発行日不詳
  2. 発行日不詳
  3. 発行日不詳
  4. 発行日不詳
  5. 発行日不詳
- 『バロム・1 愛蔵復刻版』リイド社 A5サイズ 上下巻
  - 上巻 ISBN 4-8458-1472-2
  - 下巻 ISBN 4-8458-1473-0
- 『バロム・1』リイド社 文庫サイズ 全3巻
  1. ISBN 4-8458-2439-6
  2. ISBN 4-8458-2440-X
  3. ISBN 4-8458-2441-8

## テレビアニメ『バロムワン』
2002年12月7日から2003年3月22日まで、AT-Xにて『バロムワン』とのタイトルで放送。特撮版と同様に設定やストーリーが大幅に改変されている。

### ストーリー（アニメ）
時は西暦2014年、謎の巨大生物が人間を襲撃する事件が次々と発生していた。同じ日の同じ時刻に同じ病院で誕生した白鳥健太郎と木戸猛は、14歳の誕生日にインターネットを通じて突然現れたコプーから、悪の使いであるゴーモンが覚醒したことや、自分たちが「選ばれし者」であることを告げられる。
翌日、半信半疑の2人は岬の灯台のもとへ導かれ、そこで謎の巨大生物に遭遇する。巨大生物に為す術のない2人は逃げまどい、最後には海へ飛び込んで脱出を試みた。コプーは海底に沈みゆく2人をエージェントに任命し、正義の使者バロムワンに変身するための腕輪とボップを授けるのだった。

### キャスト（アニメ）
- 白鳥健太郎 - 浪川大輔
- 木戸剛 - 吉野裕行
- 杉野ゆう子 - 榎本温子
- 白鳥健一 - 稲葉実
- 白鳥まり子 - 日野由利加
- 木戸麟太郎 - 楠見尚己
- 木戸よし子 - 西宏子
- 木戸紀子 - 坂本真綾
- 松おじ - 星野充昭
- バロムワン、ナレーション - 高野浩幸
- コプー - 塚田正昭
- 浜田先生 - 金月真美

### スタッフ（アニメ）
- 原作 - さいとう・たかを
- 監修 - さいとう・プロ
- 企画 - 今西和人
- 監督 - 冨永恒雄
- シリーズ構成、脚本 - 田口成光
- メインキャラクターデザイン、キャラクター原案 - 智秋
- キャラクターデザイン - 中武学
- 総作画監督 - 斉藤浩信、細野明美
- 美術監督 - 中原英統
- 音響監督 - 高橋秀雄
- 音楽 - 元倉宏
- 音楽プロデューサー - 折本雄一
- エグゼクティブプロデューサー - 成澤章、円谷粲
- プロデューサー - 土橋哲也、有福幸子、早川均、安西智
- コンテンツプロデューサー - 柴田幹雄
- アニメーションプロデューサー - 荻原攷司、Paul Park
- アニメーション制作 - E&G FILMS
- 製作 - バロムワン製作委員会

### 主題歌（アニメ）
オープニングテーマ「キ・ミ・ダ・ケ」
作詞・作曲・歌 - DASEIN
エンディングテーマ「夏の夕陽」
作詞・作曲 - Jeni-Jeni / 編曲 - THE JENI JENI / ストリングスアレンジ - 平野義久

### 各話リスト（アニメ）
| 話数 | サブタイトル | 絵コンテ   | 演出     | 作画監督   |
| ---- | ------------ | ---------- | -------- | ---------- |
| 1    | 運命         | 冨永恒雄   | 木村寛   | 菅井ケイシ |
| 2    | 暴走         | 冨永恒雄   | 大和直道 | 村上勉     |
| 3    | 狂騒         | 冨永恒雄   | 木村寛   | 細野明美   |
| 4    | 波動         | 冨永恒雄   | 加藤顕   | 松下純子   |
| 5    | 予兆         | 冨永恒雄   | 大和直道 | 福島喜晴   |
| 6    | 敵意         | 冨永恒雄   | 羽生尚靖 | 村上勉     |
| 7    | 転機         | 冨永恒雄   | 加藤顕   | 中武学     |
| 8    | 浮上         | 冨永恒雄   | 大和直道 | 細野明美   |
| 9    | 告白         | 岡崎ゆきお | 加藤顕   | 木村圭市郎 |
| 10   | 暗黒         | 大和直道   | 大和直道 | 村上勉     |
| 11   | 陰謀         | 加藤顕     | 加藤顕   | 細野明美   |
| 12   | 反撃         | 榎本明広   | 西村大樹 | 山口達夫   |
| 13   | 未来         | 冨永恒雄   | 榎本守   | 細野明美   |